# Servanches
Servanches (okzitanisch Servenchas) ist ein südwestfranzösischer Ort und eine Gemeinde (commune) mit 77 Einwohnern (Stand 1. Januar 2022) im äußersten Westen des Départements Dordogne in der Region Nouvelle-Aquitaine (vor 2016 Aquitaine). Sie gehört zum Arrondissement Périgueux und zum Kanton Montpon-Ménestérol. Die Einwohner werden Servanchois genannt.

## Geographie
Servanches liegt etwa 50 Kilometer westlich von Périgueux und wird umgeben von den Nachbargemeinden Saint Aulaye-Puymangou im Nordwesten und Norden, Saint-Vincent-Jalmoutiers im Nordosten, Échourgnac im Osten, Saint-Barthélemy-de-Bellegarde im Südosten und Süden, Eygurande-et-Gardedeuil im Süden und Südwesten sowie La Roche-Chalais im Westen. An der östlichen Gemeindegrenze verläuft der Fluss Duche, im nordwestlichen Gemeindegebiet entspringt sein späterer Zufluss Petite Duche und durchquert das Gemeindegebiet.

## Bevölkerungsentwicklung
| Jahr      | 1962 | 1968 | 1975 | 1982 | 1990 | 1999 | 2006 | 2019 |
| Einwohner | 94   | 143  | 111  | 105  | 119  | 103  | 88   | 80   |

Quellen: Cassini und INSEE

## Sehenswürdigkeiten
- Kirche Saint-Blaise
- Herrenhaus von Servanches aus dem 17./18. Jahrhundert

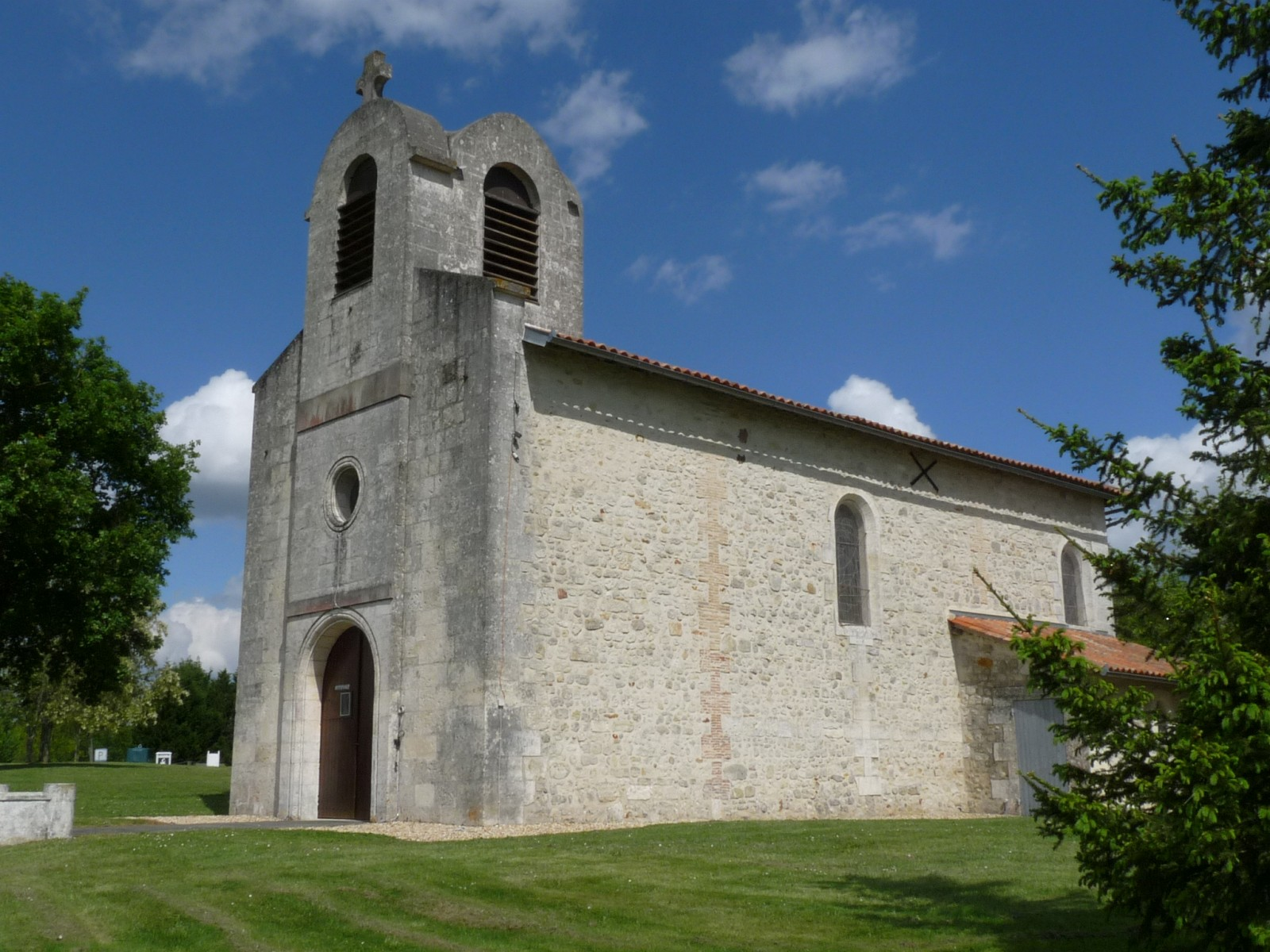
Kirche Saint-Blaise